# Uelde Syllasje
Uelde Syllasje (gyyz; ዎልደስላሴ, co znaczy Syn Trójcy Świętej) (ur. 1745 - zm. 28 maja 1816) – ras Etiopii. Najbardziej wpływowy polityk etiopski na początku XIX wieku. Stał się władcą Tigraj, Hamasien i Mareb Melasz po wielu latach walk. Zarządca prowincji Inderta. Następnie rządził Etiopią jako regent.

## Rodzina
Uelde Syllasje pochodził z możnowładztwa zamieszkującego miasto Antalo (dzisiejsze Hintalo) w Indercie. Był synem dedżazmacza Kefli Ijesusa, zarządcy prowincji Inderta, oraz jego żony uejzero Ualatty Sejun. Braćmi Uelde byli dedżazmacze Bilaten-Geta Mennase i Debabba. Uelde Syllasje był prapradziadkiem przyszłego cesarza zjednoczonej Etiopii - Jana IV Kassy. Żonami Syllasje były kolejno; Myntyuab - zmarła na prawdziwą ospę w 1812, oraz Sahin - córka cesarza Tekle Gijorgisa I.

## Tło polityczne
Rządy Uelde Syllasje przypadły w okresie rozbicia dzielnicowego Etiopii, zwanego zemene mesafynt, czyli "epoki książąt", trwającej od 1769 do 1853, kiedy to realną władzę jako regenci sprawowali ambitni możnowładcy, najczęściej noszący tytuł rasa. Cesarze byli marionetkowi i wypełniali wolę swoich zwierzchników. Wielu możnowładców zaczęło korzystać z usług uczonych duchownych, którzy w oparciu o święte księgi, starali się uzasadnić ich prawo do władzy poprzez odpowiednie interpretacje tych ksiąg.

## Walka o władzę nad Indertą
Brytyjski podróżnik Nathaniel Pearce opisał walkę podczas której Uelde Syllasje miał własnoręcznie zabić nasłanych na niego, dwóch wysłanników rasa Mikaela Syula. Ras Mikael był pod wrażeniem tego odważnego czynu i chciał zawrzeć pokój z Syllasje, jednak ten pamiętając, że ras zabił swojego własnego ojca, nie ufał mu i wolał udać się na wygnanie u plemienia Uello Oromo, a następnie w Godżamie, aż do śmierci rasa Mikaela. Uelde Gabriel, wnuk Mikaela Syula próbował pokonać Uelde Syllasje, gdy przybył do miesta Uegera, ale według Pearce'a po dwudziestu dniach nieudanego oblężenia, Gabriel zawarł z nim pokój i ogłosił go balgaddą, czyli zarządcą regionów gdzie wydobywano sól. W 1779 po detronizacji Salomona II, brat zmarłego cesarza Tekle Hajmanota II - Tekle Gijorgis I objął tron cesarski przy poparciu Uelde Syllasje, oraz Kyffu Adjama z prowincji Damot. Nowy cesarz próbował rządzić samodzielnie, jednak nie miał posłuchu wśród poddanych. Przy próbie nałożenia podatków na prowincję Begiemdyr, otrzymał odpowiedź: 

Tak jak nie może być dżungli w mieście, tak nie może być w Begiemdyr podatków... Rządź nami tak jak twoi przodkowie, a my będziemy podpierać twój tron tak jak tron twoich przodków.

 Po pierwszej abdykacji Tekle Gijorgisa (później rządził jeszcze kilkukrotnie), spowodowanej brakiem jakiegokolwiek autorytetu, chaos w państwie powiększał się, co w następnych latach dało szansę Uelde Syllasje na wybicie się w hierarchii możnowładczej. Po śmierci Uelde Gabriela w bitwie stoczonej przeciwko ówczesnemu regentowi cesarstwa etiopskiego - Aligazowi z Jedżu, Uelde Syllasje zwrócił się do cesarza Tekle Gijorgisa I o uznanie go zarządcą regionu Inderta, jednak cesarz wybrał na to miejsce innego możnowładcę - rasa Gebre Meskela. Na wieść o tym Uelde Syllasje szybko wymaszerował na czele niewielkiej armii przeciwko Meskelowi, którego pokonał, a następnie zajął jego obóz i uczynił go swoim jeńcem. Następnie Syllasje wyruszył prosto na stolicę państwa - Gonder, gdzie w 1790 cesarz Tekle Gijorgis, oraz uzurpator Tekle Hajmanot z Gonderu nadali mu tytuł rasa i bitueddena Cesarstwa Etiopii.

## Walka o władzę nad Etiopią
Uelde Syllasje po objęciu władzy nad Indertą, ustanowił swoją siedzibę w Chalacot, jednak pozostawił stolicę w Antalo. Zbudował cztery pałace w Chelekot, Antalo, Felegdaro i Mekele, miastach Inderty. Dwudziestego czwartego marca 1799 został oficjalnie zatwierdzony na stanowisku zarządcy prowincji Tigraj. Uzyskał też tytuł keniazmacza. Odegrał ważną rolę polityczną w rozgrywkach o cesarski tron. W 1799 i 1800 udzielił schronienia Tekle Gijorgisowi I. Objął władzę nad większością dzisiejszej Erytrei. Chociaż na początku Uelde Syllasje współpracował z rasem Aligazem, gdy ten się umocnił jako regent cesarstwa, to jednak zakwestionował jego urząd i postanowił włączyć się w walkę o regencję, jeszcze przed jego śmiercią w 1803 roku. W ostatnich latach życia Aligaza, urząd regenta przejął jego bratanek - Gugsa z Begiemdyru. W 1805 rozprawił się on z konkurentem z Semien, Gebrie, przy użyciu sześćdziesięciotysięcznej armii i dwudziestotysięcznej jazdy. Ostatnią przeszkodą dla Gugsy był Syllasje. Na początku XIX wieku miał miejsce szereg kampanii militarnych pomiędzy Gugsą, a Uelde Syllasje. Walka toczyła się o kontrolę nad marionetkowym cesarzem Yguale Tsyjonem i o faktyczne panowanie nad Etiopią. Syllasje wyszedł zwycięsko ze starcia i objął faktyczne rządy nad krajem jako enderas, czyli regent co trwało aż do jego śmierci. Warto jednak zaznaczyć, że militarnie nigdy nie okupował samego Gonderu.

## Polityka wewnętrzna
Uelde Syllasje jako konserwatywny chrześcijanin, bardzo ceniący monarchiczne tradycje Etiopii, nienawidził możnowładców z dopiero od niedawna chrześcijańskiej dynastii Sjeru Guangul, której przedstawicielami byli między innymi Aligaz i Gugsa. Syllasje najechał ich terytoria, skutecznie podbijając Azebo i Raja Oromo, oraz przejmując kontrolę nad wszystkimi ważnymi przejściami prowadzącymi z prowincji Lasta do Tigraj. Następnie zwrócił swoją uwagę na wybrzeże Morza Czarwonego i powoli, ale skutecznie narzucał swoje zwierzchnictwo nad muzułmańskimi wodzami, tak aby kontrolować i opodatkowywać ich handel w głębi lądu. Uzyskanych w ten sposób przychodów użył do wyszkolenia i zreformowania swojej armii. Uelde Syllasje prowadził wojny osobiście. Podlegały mu również bezpośrednio wszelkie sprawy związane z przestępstwami, buntami, sporami personalnymi, oraz spadkami. Dzięki staraniom Syllasje, Etiopia otrzymała z Egiptu pierwszego abunę, czyli przywódcę Kościoła Etiopskiego, od czasów śmierci abuny Josaba w 1804. Nowy abuna - Kuerellos III sprawował swój urząd od 1816 do 1828, a jego rezydencja znajdowała się w Antalo. W 1813 Uelde Syllasje przyjął u siebie byłego cesarza Beyde Marjama II.

## Polityka zagraniczna
Według Paula Henze, autora książki Layers of Time, A History of Ethiopia, Uelde Syllasje był pierwszym etiopskim władcą, który na szerszą skalę nawiązał bliskie kontakty z Europejczykami. Ugościł trzech brytyjskich dyplomatów: George'a Annesleya, Wicehrabiego Valentia, jego sekretarza Henry'ego Salta, oraz wspomnianego już Nathaniela Pearce'a. Wizyta Salta zaowocowała podpisaniem traktatu o przyjaźni pomiędzy Etiopią, a Wielką Brytanią w 1805 roku. Henry Salt zaproponował ponadto zainicjowanie handlu pomiędzy państwami. Syllasje szybko dostrzegł korzyści, jakie mógłby pozyskać ze stosunków z Brytyjczykami i obiecał zachęcać do takiego handlu całą mocą swojego autorytetu. Salt powiedział z "wielką szczerością", że jednak jego kraj: 

Może nie być w stanie dostarczyć każdej ilości cennych surowców wystarczających do wynagrodzenia naszych kupców za udział w tak niepewnym handlu. Zwłaszcza że Abisyńczycy nie zapoznali się z transakcjami handlowymi... Jeśli jakikolwiek plan jest w stanie wyeliminować te trudności... zostałby jak najszybciej wprowadzony w życie

 Uelde Syllasje podniósł także kwestię głównej przeszkody przed którą stanęli Etiopczycy, czyli kontrola Egipcjan Muhammada Alego nad portem Massaua i przynależał do osmańskiej Turcji.

## Śmierć
Nathaniel Pearce przebywał u rasa Uelde Syllasje od 1808 do jego śmierci w 1816. Odnotował, że w 1809 miał sześćdziesiąt cztery lata, i z tego źródła znany jest jego wiek. Władca zmarł z przyczyn naturalnych w swojej rezydencji w Antalo w wieku siedemdziesięciu jeden lat. Po śmierci nastąpiła powszechna żałoba wśród poddanych rasa. Jego następcą na stanowisku zarządcy prowincji Tigraj został Sabagadis, a na stanowisku regenta Gugsa.

## Opis rasa Uelde Syllasje
Henry Salt opisał Uelde Syllasje tymi słowami: 

Wybitny bardziej za swoją nieustraszoność i stanowczość, niż za politykę, którą spójnie rządził krajem pod swoim dowództwem. Stoczył bowiem ponad czterdzieści zwycięskich bitew, a przejawił w nich nawet zbyt wielka pogardę dla własnego bezpieczeństwa.

 Inny brytyjski podróżnik, Mansfield Parkyns, przebywający w Etiopii w latach 1843–1846, czyli długo po śmierci Syllasje tak go opisał: 

Uelde Syllasje rządził przez dwadzieścia pięć lat, a podczas tego długiego okresu uzyskał i utrzymał opinię dobrego i mądrego księcia.

 Z kolei John J. Halls, w swojej książce Life and Correspondence of Henry Salt (Życie i korespondencje Henry'ego Salta) zachował pełny opis rasa Uelde Syllasje: 

Drobnej postury, delikatnie uformowany, żwawy w zachowaniu, o bystrej dynamice i znacznej godności w swoich manierach.

 Nathaniel Pearce odnotował również, że władca był zapalonym szachistą, i mógłby grać w szachy od rana do wieczora.